# Quarff

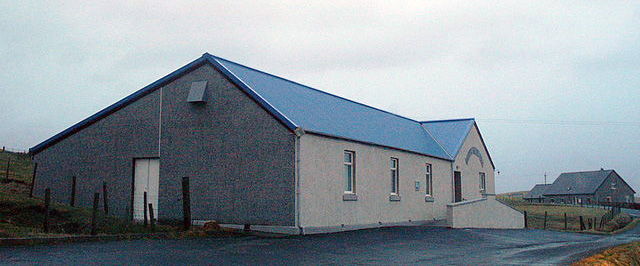
Öffentliche Halle von Quarff

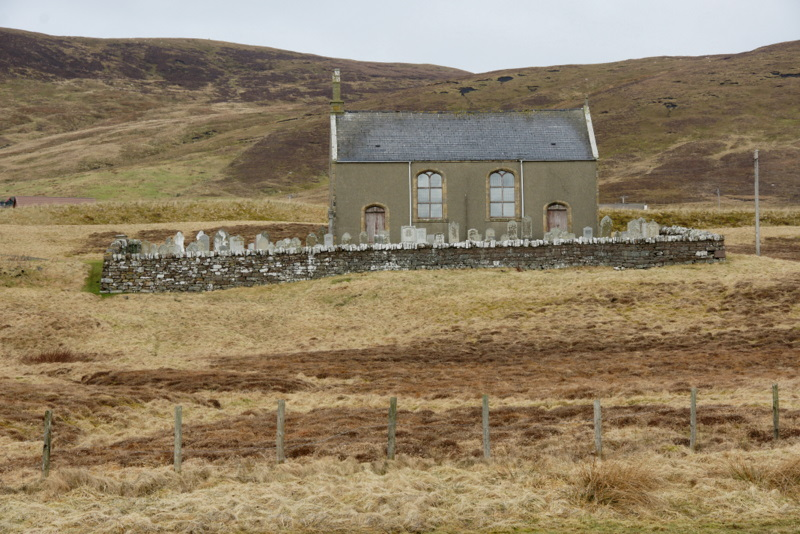
Die Kirche von Quarff

Quarff ist eine Ortschaft, die in Schottland im Süden der Shetlandinseln liegt.

## Geographie
Quarff setzt sich zusammen aus zwei Teilen, die im Süden von Mainland an unterschiedlichen Buchten liegen. Beim größeren, Easter Quarff, ist es der East Voe of Quarff, beim kleineren, Wester Quarff, der West Voe of Quarff. Nach Lerwick sind es zehn Kilometer im Nordosten. Weitere Ortschaften in der Nähe sind Brindister im Nordosten und Fladdabister im Südosten.

## Historisches
Im Rahmen der historischen Gliederung Schottlands in Civil Parishes zählt Quarff zu Lerwick. Die Kirche von Quarff ist als Listed Building der Kategorie B eingestuft worden.

## Verkehr
Durch Quarff verläuft der südliche Teil der A970, der Sumburgh mit Lerwick verbindet.